# Гран-при Оденсе
Гран-при Оденсе (дат. Grand Prix Odense) — однодневная трековая велогонка проходящая с 2017 года за несколько дней до Нового года в в Оденсе (Дания) на Торвальд Эллегор Арене. Проводится в формате мэдисона. Организатором выступает клуб Cykling Odense. В гонке участвуют мужская и женская элита и гонщики до 23 лет.

## Победители

### Мужчины, элита
| Год                                                     | Победитель                             | Второй                             | Третий                                 |
| ------------------------------------------------------- | -------------------------------------- | ---------------------------------- | -------------------------------------- |
| 2017                                                    | Марк Хестер Никлас Ларсен              | Ахим Буркарт Андреас Граф          | Микаэль Мёркёв Каспер Педерсен         |
| 2018                                                    | Микаэль Мёркёв Ильо Кейссе             | Мадс Педерсен Яспер Стёйвен        | Юлиус Йохансен Расмус Лунд Петерсен    |
| 2019                                                    | Микаэль Мёркёв Мадс Педерсен           | Ильо Кейссе Ники Терпстра          | Виллиам Блуме Левю Робин Юэль Скивилль |
| 2020—2021 гг. отменены в связи с пандемией коронавируса |                                        |                                    |                                        |
| 2022                                                    | Лассе Норман Хансен Тобиас Огор Хансен | Винсент Хоппезак Майкел Зейлард    | Расмус Бёг Валлин Тобиас Конгстад      |
| 2023                                                    | Лассе Норман Хансен Тобиас Огор Хансен | Робин Юэль Скивилль Юлиус Йохансен | Элиа Вивиани Симоне Консонни           |

### Женщины, элита
| Год                                                     | Победитель                            | Второй                            | Третий                                  |
| ------------------------------------------------------- | ------------------------------------- | --------------------------------- | --------------------------------------- |
| 2019                                                    | Амалие Винтер Ольсен                  | Нора Твейт                        | Виктория Лунд                           |
| 2020—2021 гг. отменены в связи с пандемией коронавируса |                                       |                                   |                                         |
| 2022                                                    | Амалие Винтер Ольсен Франческа Сельва | Матильде Витилло Сильвия Дзанарди | Мишель Андрес Нора Твейт                |
| 2023                                                    | Амалие Дидериксен Мишель Андрес       | Сильвия Дзанарди Марла Зигмунд    | Эллен Йёллунн Клинге Ида Мехленбог Крум |